# Gałęziak stokowy
Gałęziak stokowy (Tylomys watsoni) – gatunek gryzonia z podrodziny gałęziaków (Tylomyinae) w rodzinie chomikowatych (Cricetidae). Po raz pierwszy został opisany naukowo przez Oldfielda Thomasa w 1899 na łamach wydawanego przez Natural History Museum Library „Annals and Magazine of Natural History”. Typowa lokalizacja: Panama, prowincja Chiriquí, Volcan de Chiriqui, Bugaba, na wysokości 244 m n.p.m. Gałęziak stokowy występuje w Kostaryce i zachodniej Panamie. Międzynarodowa Unia Ochrony Przyrody (IUCN) wymienia Tylomys watsoni w Czerwonej księdze gatunków zagrożonych jako gatunek najmniejszej troski (LC – least concern). Jest gatunkiem monotypowym.

## Systematyka
Po raz pierwszy został opisany naukowo przez Oldfielda Thomasa w 1899 na łamach wydawanego przez Natural History Museum Library „Annals and Magazine of Natural History”. Typowa lokalizacja: Panama, prowincja Chiriquí, Volcan de Chiriqui, Bugaba, na wysokości 244 m n.p.m.

## Nazewnictwo
Epitet gatunkowy watsoni jest eponimem mającym na celu upamiętnienie H. J. Watsona – panamskiego zbieracza okazów zwierząt z końca XIX w. Nazwisko Watsona jest także używane w anglojęzycznej nazwie wernakularnej gatunku: Watson’s Climbing Rat. W wydanej w 2015 roku przez Muzeum i Instytut Zoologii Polskiej Akademii Nauk publikacji „Polskie nazewnictwo ssaków świata” dla gatunku Tylomys watsoni zaproponowano polską nazwę gałęziak stokowy.

## Budowa ciała
Gałęziak stokowy jest podobny do gałęziaka nagoogonowego, ale różni się wymiarami. Ma gęstą sierść, która w części grzbietowej jest wybarwiona na odcienie od szarego do ochrowego z domieszką koloru kawy. W części brzusznej sierść ma wybarwienie od bieli do koloru kremowego. Ogon jest nagi, dwukolorowy. Dwie trzecie ogona ma ciemne ubarwienie, a pozostała część jest biała. Brązowe kończyny są zakończone białymi palcami. Wąsy są długie i grube. Uszy są duże, gołe i wybarwione na czarno.
|                         | wymiar     |
| ----------------------- | ---------- |
| długość tułowia z głową | 155–290 mm |
| długość ogona           | 150–320 mm |
| masa ciała              | 196–252 g  |

## Tryb życia
Gałęziak stokowy wspina się w baldachimie drzew. Jest także spotykany na belkowaniu domów.

### Rozród
Naukowcy stwierdzili ciążę u samicy T. watsoni schwytanej w lutym. Długość życia: 2 lata.

## Rozmieszczenie geograficzne
Typowa lokalizacja: Panama, prowincja Chiriquí, Volcan de Chiriqui, Bugaba, na wysokości 244 m n.p.m. Gałęziak stokowy występuje w Kostaryce i zachodniej Panamie.

## Ekologia
Prawdopodobnie dieta gałęziaka stokowego jest podobna do diety gałęziaka nagoogonowego: liście, owoce i nasiona. Naukowcy złapali okazy stosując pułapki z przynętą w postaci mieszanki owsa i wanilii. W niewoli T. watsoni jedzą owoce i owies. Lubią też czekoladę.

### Siedlisko
Gałęziak stokowy zasiedla karaibskie stoki, lasy o średniej wysokości, wilgotne nizinne lasy i w górskie lasy dębowe. Występuje od nizin do terenów położonych na wysokości do 2700 m n.p.m.

## Ochrona
Gałęziak stokowy charakteryzuje się znaczną dyslokacją i prawdopodobnie stabilną, liczną populacją. Dobrze toleruje zmiany siedlisk. Międzynarodowa Unia Ochrony Przyrody (IUCN) wymienia Tylomys watsoni w Czerwonej księdze gatunków zagrożonych jako gatunek najmniejszej troski (LC – least concern).